# Esposa (Huesca)
Esposa es una localidad española perteneciente al municipio de Aísa, en la Jacetania, provincia de Huesca, Aragón.
Forma parte del valle de Aísa que está compuesto además por los núcleos de Candanchú, Esposa y Sinués. Anteriormente formó municipio independiente hasta su incorporación al de Aísa en 1972. El fogaje que Fernando el Católico ordenó en 1495 daba a Sposa 14 fuegos. En 1857 tenía 218 habitantes y 140 en 1900. En la actualidad, apenas llega a la decena. 

## Situación
Se encuentra a 87 km de Huesca y a 23 km de Jaca. El pueblo está situado a 978 metros de altura, en la margen izquierda del río Estarrún. Linda por el norte con el término de Ansó, por el este con Canfranc, Villanúa y Borau, por el sur con Jaca, y por el oeste con Valle de Hecho, Aragüés del Puerto y Jasa.

### El valle
El valle de Aísa está formado por tres pequeños pueblos, Esposa, Aísa y Sinués. También cuenta con dos pardinas aragonesas, Las Tiesas Altas y Las Tiesas Bajas, y por último, un pueblo abandonado, el Fraginal.

## Demografía
| Gráfica de evolución demográfica de Esposa entre 1842 y 1970 |
| |
| Población de derecho según los censos de población del INE Población de hecho según los censos de población del INEEntre el censo de 1981 y el anterior, este municipio desaparece porque se integra en el municipio Aisa |

## Arquitectura popular
El conjunto urbano de Esposa permanece bien cuidado, compuesto por un reducido número de casas (alrededor de 30) asentadas en zona llana, construidas con la piedra oscura de la zona (mampostería y pequeño sillarejo) y con tejados de fuerte inclinación, algunos todavía cubiertos con la losa tradicional, aunque en muchos ha desaparecido la chimenea troncocónica. 
Los vanos son escasos y de exiguo tamaño, con dintel de viga de madera o enmarcados por bloques y sillares de piedra, con la habitual muesca labrada de reminiscencias góticas. De madera se pueden ver muchas contraventanas, y restos de antiguos antepechos de balaustres en los balcones. Muchas de estas viviendas eran antiguas bordas y graneros. 
La pequeña herrería fue restaurada aunque no conserva mucho en su interior.

## Arte
La iglesia parroquial de San Bartolomé puede datarse en el siglo XVII. Construida en pequeño sillarejo y mampostería, consta de una sola nave con capillas laterales poco profundas cubierta por bóvedas de cañón con lunetos.

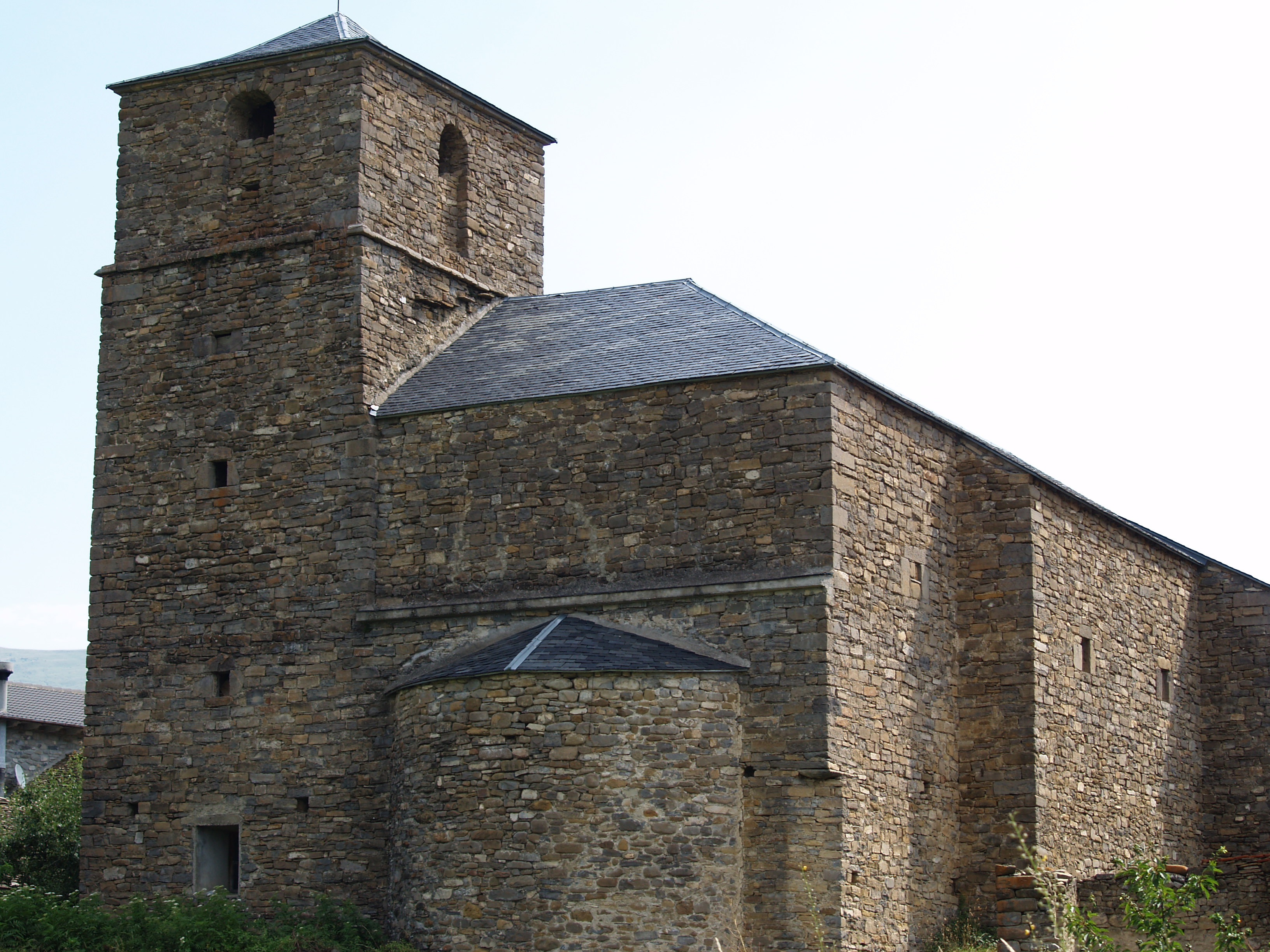
La iglesia de San Bartolomé de Esposa.

Al exterior conforma un bloque cúbico de aspecto muy hermético, del que apenas sobresale en la cabecera un ábside, que no llega siquiera al semicírculo, la robusta torre y un pequeño atrio con pavimento de cantos rodados y sobria portada en arco rebajado dovelado. En el interior llama la atención la disposición sobre las capillas de estrechos espacios que abren a la nave a modo de tribuna, que comunica a su vez con el coro alto a los pies. Los retablos son barrocos, de los siglos XVII y XVIII, obra de mazoneros y escultores locales, con una bonita talla en madera de la Virgen del Rosario. El retablo mayor es de gusto rococó y forma de cascarón, adaptado al ábside. Todavía se conservan algunas sepulturas en el suelo y restos del empedrado original.

## Fiestas y tradiciones
Las fiestas mayores se celebran el 24 de agosto en honor a San Bartolomé. El fin de semana más cercano está plagado de juegos infantiles, chocolatada, los habituales concursos de guiñote y disfraces, orquestas de tarde y noche y la reciente discomóvil, el jueves después de la cena popular.
El sábado más cercano al 20 de enero, festividad de San Sebastián, se celebra una gran hoguera donde se cocinan a la brasa costillas, chorizo, longaniza, patatas asadas, etc. 
Antiguamente y como en todos los pueblos de origen celta, el fuego ha sido obligatorio. La celebración en Esposa (no en el resto del valle) comenzaba con la hoguera de la noche anterior, en la que todo vecino quemaba sus malos recuerdos. Al día siguiente en el rito religioso se bendecían unas tortas, llamadas "de caridad" que se compraban en la panadería de Aísa. Cada año era una de las casas en orden rotatorio, la encargada de aportarlas. Parte de las tortas bendecidas se partían en trozos y se repartían a la salida de la iglesia. El resto se subastaban entre gentes venidas de Sinués, Aísa y Borau. A continuación se hacía una comida para todos.